# Jones Country
Albums de George Jones
Shine On
(1983) You've Still Got a Place in My Heart
(1984)
Jones Country est un album de l'artiste américain de musique country George Jones. Cet album est sorti en 1983 sur le label Epic Records. Le nom vient d'un parc diffusant de la musique en extérieur que Jones possédait au Texas, à proximité de son lieu de naissance, de 1983 à 1988, jusqu'à son retour avec sa femme dans la région de Nashville, Tennessee en 1989.

## Liste des pistes
| No  | Titre                                     | Auteur         | Durée |
| --- | ----------------------------------------- | -------------- | ----- |
| 1.  | Radio Lover                               | Hellard, Jones |       |
| 2.  | Dream on                                  |                |       |
| 3.  | Hello Trouble                             | Couch, McDuff  |       |
| 4.  | Burning Bridges                           | Scott          |       |
| 5.  | Wino the Clown                            |                |       |
| 6.  | You Must Have Walked Across My Mind Again | Kemp, Robb     |       |
| 7.  | I'd Rather Die Young                      |                |       |
| 8.  | Girl at the End of the Bar                |                |       |
| 9.  | One of These Days (But Not Tonight)       |                |       |
| 10. | Famous Last Words                         |                |       |

## Positions dans les charts
Album - Billboard (Amérique du nord)
| Année | Chart              | Position |
| ----- | ------------------ | -------- |
| 1983  | Top Albums country | 27       |